# Симмах Евіоніт
Симмах Евіоніт (Ἐβιωνίτης Σύμμαχος) — перекладач Старого Завіту грецькою мовою. Відомості про його біографію украй мізерні та суперечливі:
- по Епіфанію Кіпрському Симмах за походженням був самарянином. Не досягнувши високого становища у своєму народі, він перейшов в юдейство, вдруге (символічно) прийняв обрізання і виконав новий переклад книг Старого Завіту грецькою мовою з метою спростувати вчення самарян. Однак ворожість до самарян не підтверджується характером його перекладу. Щодо років життя Симмаха Єпіфаній вказує, що він жив при імператорах Коммоді і Севері (180—211 роки).
- Євсевій Кесарійський писав, що Симмах належав до єресі ебіонітів і у своєму перекладі намагався спростувати Євангеліє від Матвія і підтвердити вчення євіонітів. Євсевій повідомляє про знайомство Оригена з перекладом Симмаха: «Оріген говорить, що ці зауваження разом з іншими тлумаченнями Симмаха на Святе Письмо він отримав від якоїсь Юліанії, якій вручив ці книги сам Симмах».
- Ієронім також називає Симмаха ебіонітом, але зазначає, що його переклад відрізняється чистотою і витонченістю мови. Єронім у багатьох випадках користувався перекладом Симмаха при складанні свого перекладу Біблії латиною.